# 11356 Chuckjones
11356 Chuckjones è un asteroide della fascia principale. Scoperto nel 1997, presenta un'orbita caratterizzata da un semiasse maggiore pari a 3,0329661 UA e da un'eccentricità di 0,1109664, inclinata di 12,38847° rispetto all'eclittica.